# Asthenes urubambensis
Az Asthenes urubambensis a madarak (Aves) osztályának verébalakúak (Passeriformes) rendjébe és a fazekasmadár-félék (Furnariidae) családjába tartozó faj.

## Rendszerezése
A fajt Frank Chapman amerikai ornitológus írta le 1919-ben, Siptornis nembe Siptornis urubambensis néven. Egyes szervezetek a Siptornoides nembe sorolják Siptornoides urubambensis néven, az áthelyezés még nem terjedt el igazán.

## Alfajai
- Asthenes urubambensis huallagae (Zimmer, 1924)
- Asthenes urubambensis urubambensis (Chapman, 1919)[1]

## Előfordulása
Dél-Amerikában, az Andok keleti oldalán, Bolívia és Peru területen honos. Természetes élőhelyei a szubtrópusi és trópusi hegyi esőerdők, magaslati cserjések és füves puszták. Állandó, nem vonuló faj.

## Megjelenése
Testhossza 18 centiméter, testtömege 16–20 gramm.

## Életmódja
Magányosan vagy párban ízeltlábúakkal táplálkozik.

## Természetvédelmi helyzete
Az elterjedési területe mérsékelten kicsi és töredezett, egyedszáma 2500-9999 példány közötti és csökken. A Természetvédelmi Világszövetség Vörös listáján mérsékelten fenyegetett fajként szerepel.